# Curtara sata
Curtara sata är en insektsart som beskrevs av Delong och Freytag 1976. Curtara sata ingår i släktet Curtara och familjen dvärgstritar. Inga underarter finns listade i Catalogue of Life.